# 八哥短腺吸虫
八哥短腺吸虫（学名：Brachylecithum mosquensis）为双腔科短腺属的动物，主要分布于日本、俄罗斯、美国以及中国大陆的福建、南京等地，营寄生生活，终末宿主八哥、黑颈八哥、鹊以及麻雀等，寄生于肝脏以及胆管。